# Cirque d'Hiver (Liège)
Pour les articles homonymes, voir Cirque d'hiver.
Le cirque d'hiver de Liège souvent appelé simplement le Cirque d'Hiver, aussi appelé Cirque des Variétés, est un bâtiment circulaire situé à Liège, construit en 1853.

## Historique
Le bâtiment, construit en 1853 sert dans un premier temps de manège. En 1892, il est transformé par l'architecte François Petit et repris en 1894 par la Société du Manège sur la Fontaine. Il est ensuite aménagé au 4e étage une salle de spectacles d'une capacité de 3 500 places.
En 1929, le lieu est transformé en parking. Le groupe Front 242 y tourne la vidéo de son titre Quite Unusual en 1986. Fin des années 1990, une activité culturelle, dont le Festival Voix de Femmes, est organisée dans la salle sous la coupole jusqu'au début des années 2000.
En 2017, un projet de transformation en parking d'une centaine de places sur les trois derniers niveaux est proposé par un promoteur immobilier. Ce projet est critiqué par l'asbl urbAgora qui évoque un projet inadéquat en raison de l'enclavement du quartier Jonfosse. En janvier 2018, le collège refuse de délivrer le permis d'urbanisme sollicité par le promoteur.